# Agrilus olivaceoaeneus
Agrilus olivaceoaeneus es una especie de insecto del género Agrilus, familia Buprestidae, orden Coleoptera.
Fue descrita científicamente por Hespenheide, 1990.